# Улица Спорта (Рига)
Улица Спо́рта (латыш. Sporta iela) — улица в Видземском предместье города Риги. Начинается от улицы Кришьяня Валдемара как продолжение улицы Бруниниеку в северо-западном направлении, после перекрёстка с улицей Сканстес постепенно меняет направление на западное. Дальняя часть улицы Спорта не проложена; трасса улицы оканчивается тупиком, почти достигнув перекрёстка улиц Пулквежа Бриежа, Петерсалас и Ганибу дамбис. В перспективе планируется дорожное соединение с указанными улицами.
Начало улицы (до пересечения с улицей Весетас) относится к историческому району Центр, а остальная часть улицы — к району Скансте. Общая длина улицы составляет 1257 метров.

## История
Улица Спорта впервые упоминается в списках улиц города в 1909 году под названием Новая Рыцарская улица (нем. Neue Ritterstrasse, латыш. Jaunā Bruņinieku iela). Своё современное название она получила в 1914 году, в дальнейшем переименований не было.
До 2007 года улица Спорта продолжалась по нынешней улице Лапеню, которая была выделена в самостоятельную улицу решением Рижской думы № 2628 от 3 июля 2007 года.
В течение нескольких последующих лет трасса улицы Спорта продолжалась по улице Михаила Таля, которая в 2011 году также стала самостоятельной улицей.

## Транспорт
На начальном отрезке улицы Спорта (до перекрёстка с улицей Весетас) движение одностороннее, в направлении улицы Весетас; на остальной части улицы — двустороннее. Участок до развилки с улицей Лапеню асфальтирован, дальнейшая часть улицы (более 500 метров) ещё не построена. Общественный транспорт по улице Спорта не курсирует.
В октябре 2020 года на участке от начала улицы до перекрёстка с улицей Сканстес по обеим сторонам проезжей части обустроены велодорожки.

## Примечательные здания
- Угловой дом № 67 по улице Кришьяня Валдемара (1909, архитектор Эйжен Лаубе; бывший доходный дом Фр. Бержинского) — памятник архитектуры государственного значения[9]. В 1911 году в этом доме родился академик Мстислав Келдыш.
- Дом № 1 (1970, архитектор Ольгертс Крауклис) — многоквартирный жилой дом, построенный по специальному проекту для руководства Латвийской ССР. Здесь жили Я. Э. Калнберзиньш, А. Я. Пельше и другие высокопоставленные чиновники советского времени[10].
- Дом № 2 — первоначально Рижская консервно-конфетная фабрика L.W.Goegginger (основана в 1881), комплекс производственных и складских помещений рубежа XIX—XX вв. с рабочими казармами. Часть зданий перестроена в 1935—1936 годах. В 1940 году национализирована, в советское время получила название «Uzvara» (с латыш. — «Победа»)[11]. В 1998 году кондитерская фабрика «Uzvara» объединилась с AO «Laima», после чего производство было выведено с улицы Спорта. В XXI веке территория постепенно реконструируется в творческий квартал[12].
- Дома № 5 и № 3 — бывший особняк и доходный дом итальянского вице-консула Пауля Штолтерфота (соответственно 1905 и 1908, архитектор Вильгельм Гоффман).
- Дом № 11 — офисный центр Place Eleven (2015—2016, проект архитектурного бюро Дианы Залане). Проект удостоен 1-го места в номинации «Зелёный проект Латвии 2015»[13].

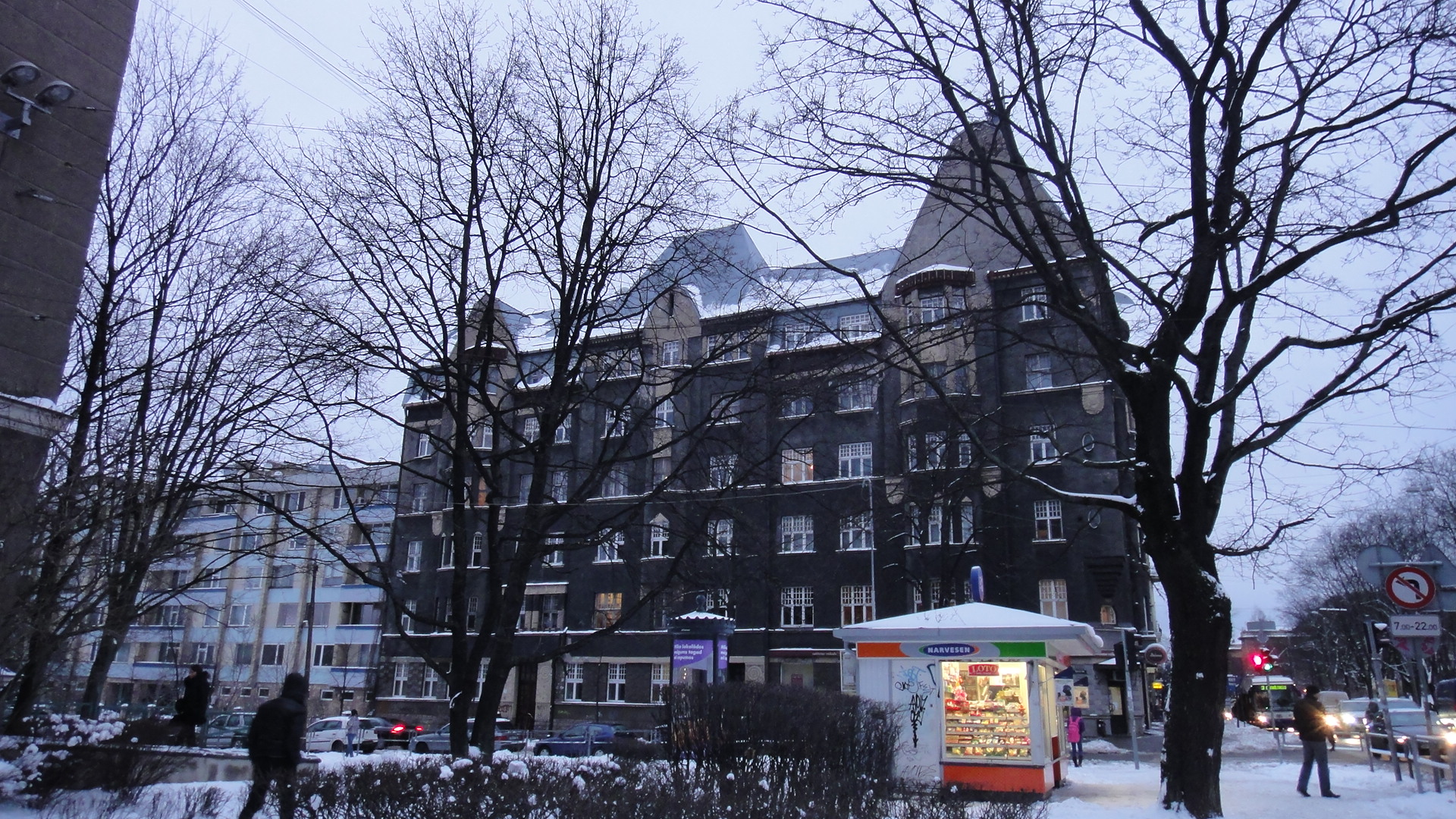
Кришьяня Валдемара, 67 (вид со стороны улицы Спорта)
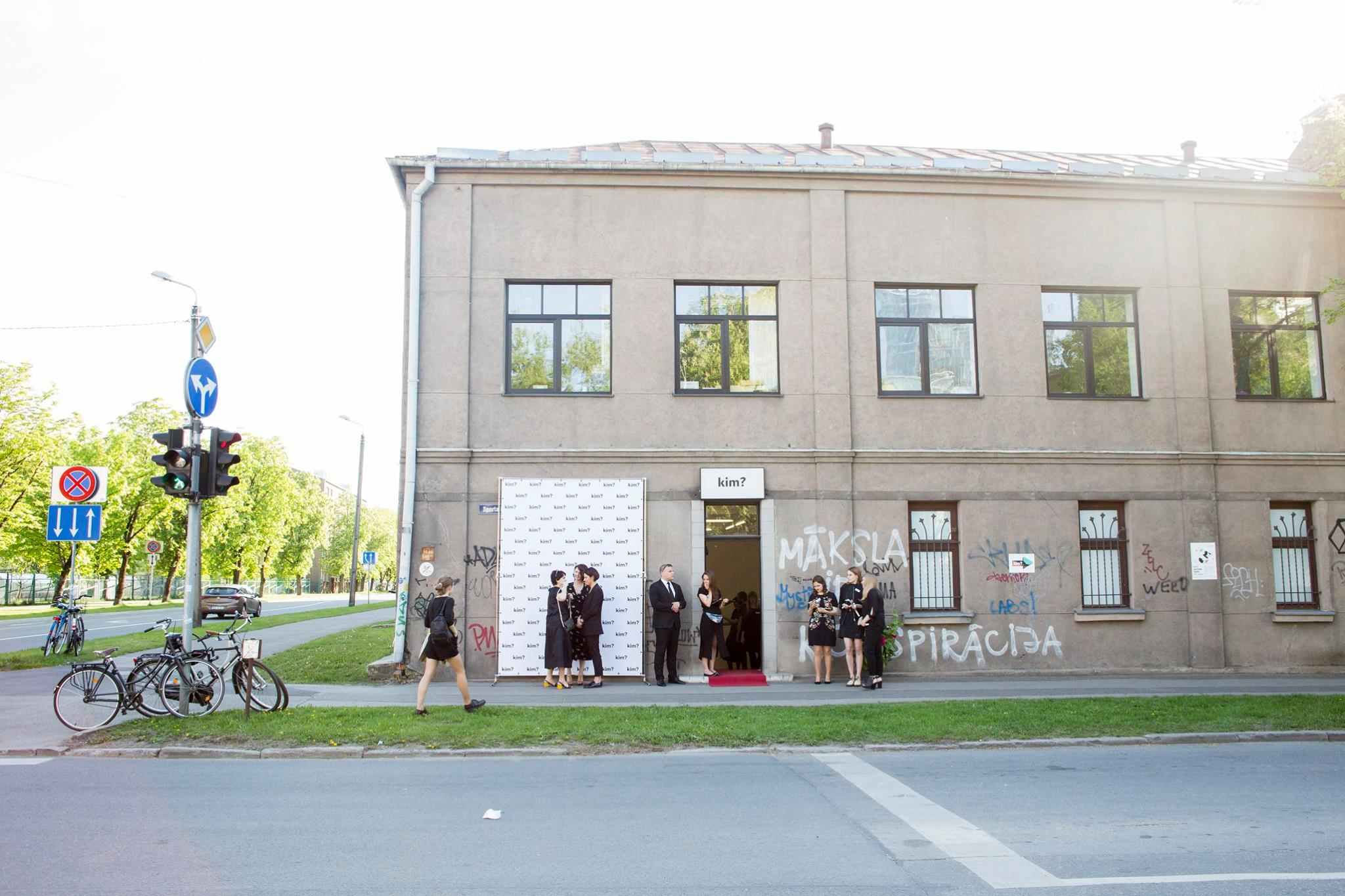
Дом № 2 (фрагмент)
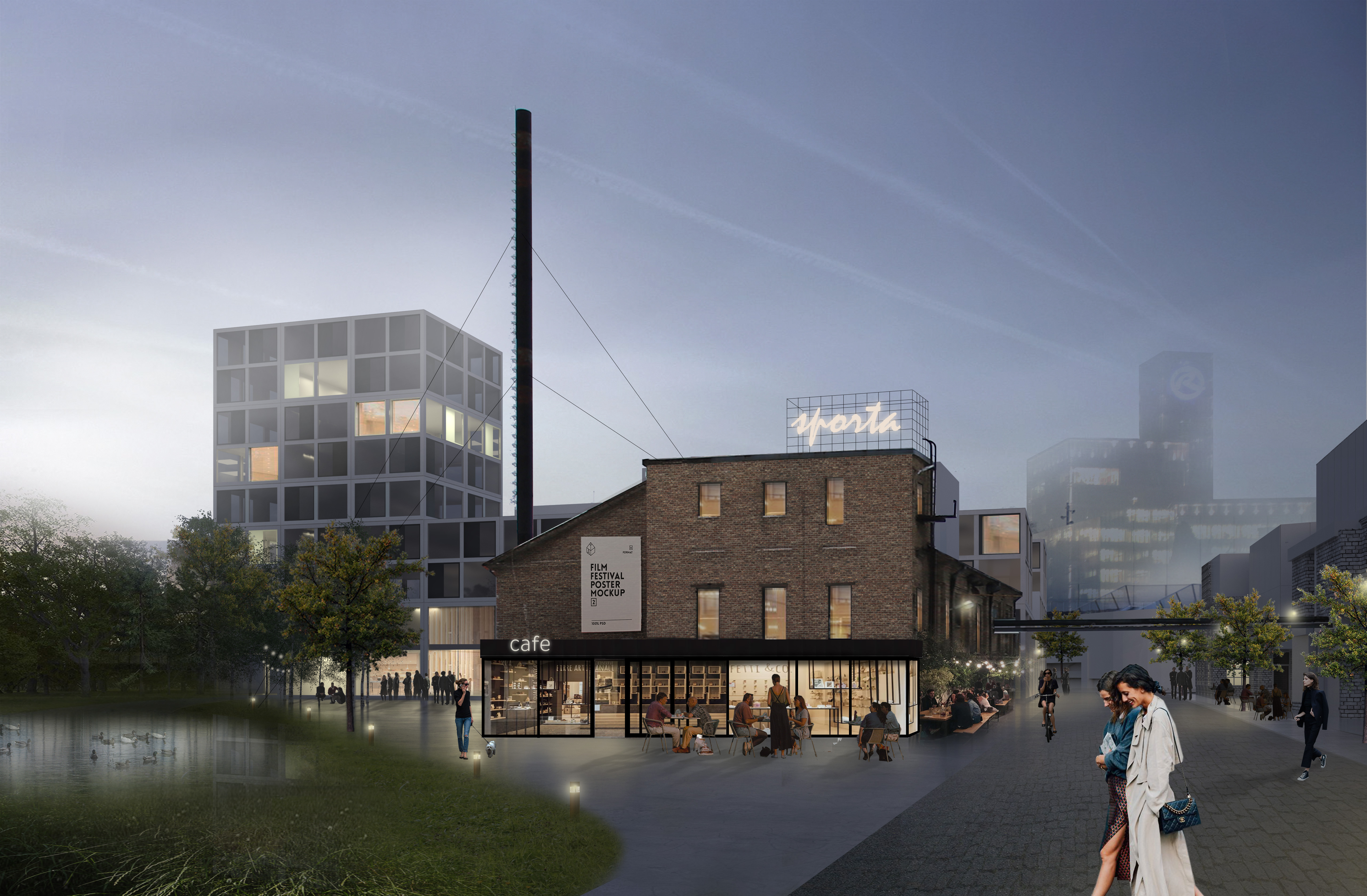
Визуализация варианта реконструкции квартала «Sporta 2»
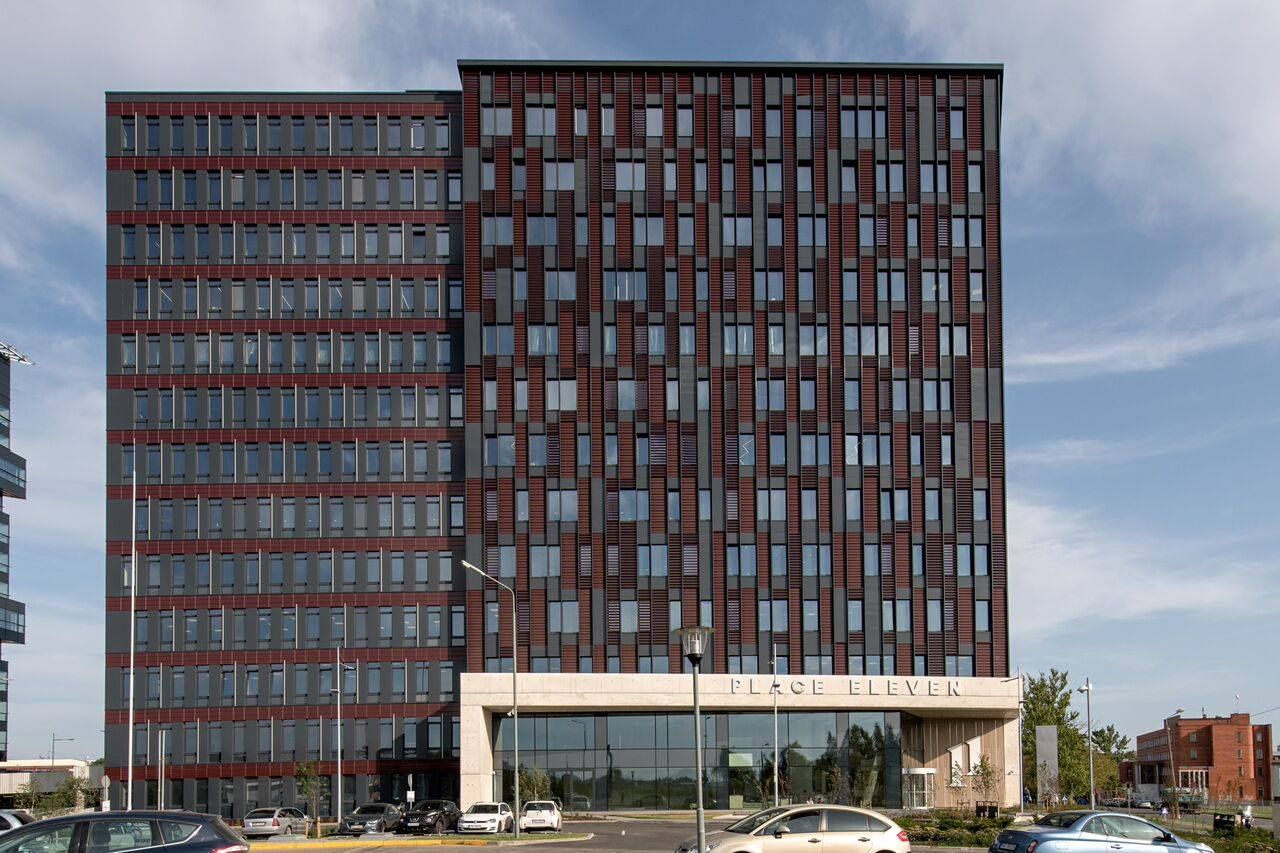
Place Eleven

## Прилегающие улицы
Улица Спорта пересекается со следующими улицами:
- улица Кришьяня Валдемара
- улица Весетас
- улица Гростонас
- улица Сканстес
- улица Лапеню
- улица Вилхелма Оствалда
- улица Оскара Строка
- улица Михаила Таля